# Llista de topònims de Bordils
Llista de topònims (noms propis de lloc) del municipi de Bordils, al Gironès
Informació actualitzada per un bot. Els canvis manuals es perdran quan s'actualitzi!

## casa
| imatge | Nom                             | Ubicat a | instància de | Detalls                                         | coordenades                                                                     | Protecció                                  | Commons (més fotos)                     | Dades a WD                    |
| ------ | ------------------------------- | -------- | ------------ | ----------------------------------------------- | ------------------------------------------------------------------------------- | ------------------------------------------ | --------------------------------------- | ----------------------------- |
|        | Ca l'Avel·lí Vell               | Bordils  | casa masia   | Estil: arquitectura popular                     | 42° 02′ 50″ N, 2° 54′ 50″ E / 42.047127°N,2.913817°E 38 msnm                    | bé integrant del patrimoni cultural català | Ca l'Avel·lí Vell                       | Modifica les dades a Wikidata |
|        | Can Carreras                    | Bordils  | casa         | Estil: arquitectura popular                     | 42° 02′ 36″ N, 2° 54′ 39″ E / 42.043377°N,2.910727°E                            | bé integrant del patrimoni cultural català |                                         | Modifica les dades a Wikidata |
|        | Can Sastre                      | Bordils  | casa         | Estil: arquitectura eclèctica                   | 42° 02′ 37″ N, 2° 54′ 55″ E / 42.043728°N,2.915241°E 41 msnm                    | bé integrant del patrimoni cultural català | Can Sastre                              | Modifica les dades a Wikidata |
|        | Can Tallada                     | Bordils  | casa         | Estil: arquitectura eclèctica                   | 42° 02′ 40″ N, 2° 54′ 47″ E / 42.044582°N,2.912968°E 41 msnm                    | bé integrant del patrimoni cultural català | Can Tallada                             | Modifica les dades a Wikidata |
|        | Can Torre                       | Bordils  | casa         | Estil: arquitectura eclèctica                   | 42° 02′ 30″ N, 2° 54′ 45″ E / 42.041744°N,2.912441°E 43 msnm                    | bé integrant del patrimoni cultural català | Can Torre                               | Modifica les dades a Wikidata |
|        | Can Vilella                     | Bordils  | casa         | Estil: arquitectura eclèctica                   | 42° 02′ 39″ N, 2° 54′ 39″ E / 42.044239°N,2.910783°E 41 msnm                    | bé integrant del patrimoni cultural català | Can Vilella (Bordils)                   | Modifica les dades a Wikidata |
|        | Can Xapa                        | Bordils  | casa         | Estil: arquitectura gòtica arquitectura popular | 42° 02′ 36″ N, 2° 54′ 38″ E / 42.043354°N,2.910576°E 40 msnm                    | bé integrant del patrimoni cultural català | Can Xapa                                | Modifica les dades a Wikidata |
|        | Casa del Dr. Pere Pagès         | Bordils  | casa         | Estil: arquitectura popular 18th century        | 42° 02′ 40″ N, 2° 54′ 40″ E / 42.044325°N,2.910982°E ca:C. Ample, 22 41 msnm    | bé integrant del patrimoni cultural català | Casa del Dr. Pere Pagès                 | Modifica les dades a Wikidata |
|        | Finestra a Can Clavaguera Vell  | Bordils  | casa         |                                                 | 42° 02′ 36″ N, 2° 54′ 42″ E / 42.043259°N,2.911551°E                            | bé integrant del patrimoni cultural català |                                         | Modifica les dades a Wikidata |
|        | Porta de Can Carreter Negre     | Bordils  | casa         | Estil: arquitectura popular                     | 42° 02′ 32″ N, 2° 54′ 32″ E / 42.042163°N,2.908775°E                            | bé integrant del patrimoni cultural català |                                         | Modifica les dades a Wikidata |
|        | Porta i balcó de Can Clavaguera | Bordils  | casa         | Estil: arquitectura popular                     |                                                                                 | bé integrant del patrimoni cultural català |                                         | Modifica les dades a Wikidata |
|        | cal Metge Bosch                 | Bordils  | casa         | Estil: arquitectura popular 19th century        | 42° 02′ 43″ N, 2° 54′ 26″ E / 42.045219°N,2.907243°E ca:Camí de Medinyà 41 msnm | bé integrant del patrimoni cultural català | Cal Metge Bosch                         | Modifica les dades a Wikidata |
|        | habitatge al carrer Ample, 20   | Bordils  | casa         | Estil: arquitectura popular 18th century        | 42° 02′ 39″ N, 2° 54′ 39″ E / 42.044288°N,2.91091°E ca:C. Ample, 20 41 msnm     | bé integrant del patrimoni cultural català | Habitatge al carrer Ample, 20 (Bordils) | Modifica les dades a Wikidata |
|        | habitatge al carrer Ample, 4    | Bordils  | casa         | Estil: arquitectura eclèctica                   | 42° 02′ 39″ N, 2° 54′ 37″ E / 42.04404°N,2.91027°E                              | bé integrant del patrimoni cultural català |                                         | Modifica les dades a Wikidata |
|        | habitatge al carrer Sant Esteve | Bordils  | casa         | Estil: arquitectura popular                     | 42° 02′ 38″ N, 2° 54′ 39″ E / 42.043869°N,2.910879°E                            | bé integrant del patrimoni cultural català |                                         | Modifica les dades a Wikidata |

## llinda
| imatge | Nom                                            | Ubicat a | instància de | Detalls                     | coordenades                                          | Protecció                                  | Commons (més fotos) | Dades a WD                    |
| ------ | ---------------------------------------------- | -------- | ------------ | --------------------------- | ---------------------------------------------------- | ------------------------------------------ | ------------------- | ----------------------------- |
|        | Llinda al carrer del Migdia, 1                 | Bordils  | llinda       | Estil: arquitectura popular | 42° 02′ 44″ N, 2° 54′ 53″ E / 42.045431°N,2.914592°E | bé integrant del patrimoni cultural català |                     | Modifica les dades a Wikidata |
|        | Llinda de l'habitatge al carrer Montserrat, 13 | Bordils  | llinda       | Estil: arquitectura gòtica  | 42° 02′ 37″ N, 2° 54′ 38″ E / 42.043475°N,2.910476°E | bé integrant del patrimoni cultural català |                     | Modifica les dades a Wikidata |
|        | Llinda de l'immoble al carrer Ample, 14        | Bordils  | llinda       | Estil: arquitectura popular | 42° 02′ 39″ N, 2° 54′ 38″ E / 42.04416°N,2.910581°E  | bé integrant del patrimoni cultural català |                     | Modifica les dades a Wikidata |

## masia
| imatge | Nom              | Ubicat a | instància de | Detalls                                                 | coordenades                                                                     | Protecció                                  | Commons (més fotos)   | Dades a WD                    |
| ------ | ---------------- | -------- | ------------ | ------------------------------------------------------- | ------------------------------------------------------------------------------- | ------------------------------------------ | --------------------- | ----------------------------- |
|        | Ca l'Angelina    | Bordils  | masia        |                                                         | 42° 02′ 47″ N, 2° 54′ 51″ E / 42.0464040562172°N,2.91414667857345°E             |                                            |                       | Modifica les dades a Wikidata |
|        | Ca l'Avelí       | Bordils  | masia        |                                                         | 42° 02′ 50″ N, 2° 54′ 49″ E / 42.0473312626122°N,2.91351707868801°E             |                                            |                       | Modifica les dades a Wikidata |
|        | Ca l'Estevenet   | Bordils  | masia        | Estil: arquitectura popular                             | 42° 02′ 40″ N, 2° 54′ 52″ E / 42.044561°N,2.914467°E 40 msnm                    | bé integrant del patrimoni cultural català | Ca l'Estevenet        | Modifica les dades a Wikidata |
|        | Ca la Nuri       | Bordils  | masia        |                                                         | 42° 03′ 21″ N, 2° 55′ 29″ E / 42.055715330042°N,2.92479334870384°E              |                                            |                       | Modifica les dades a Wikidata |
|        | Cal Bisbe        | Bordils  | masia        |                                                         | 42° 02′ 25″ N, 2° 55′ 20″ E / 42.0401862964747°N,2.92228645594931°E             |                                            |                       | Modifica les dades a Wikidata |
|        | Cal Cosí         | Bordils  | masia        |                                                         | 42° 02′ 47″ N, 2° 54′ 49″ E / 42.0463044938546°N,2.91349430428292°E             |                                            |                       | Modifica les dades a Wikidata |
|        | Cal Paraire      | Bordils  | masia        | Estil: arquitectura popular                             | 42° 02′ 19″ N, 2° 53′ 55″ E / 42.0387°N,2.898578°E                              | bé integrant del patrimoni cultural català |                       | Modifica les dades a Wikidata |
|        | Cal Peix         | Bordils  | masia        |                                                         | 42° 02′ 39″ N, 2° 55′ 27″ E / 42.0441593849733°N,2.924045744304°E               |                                            |                       | Modifica les dades a Wikidata |
|        | Can Baldiret     | Bordils  | masia        | Estil: arquitectura gòtica arquitectura del Renaixement | 42° 02′ 55″ N, 2° 54′ 56″ E / 42.048727°N,2.9155°E 37 msnm                      | bé integrant del patrimoni cultural català | Can Baldiret          | Modifica les dades a Wikidata |
|        | Can Batista      | Bordils  | masia        | Estil: arquitectura popular                             | 42° 03′ 03″ N, 2° 55′ 18″ E / 42.050728°N,2.921754°E 37 msnm                    | bé integrant del patrimoni cultural català | Can Batista (Bordils) | Modifica les dades a Wikidata |
|        | Can Batlló       | Bordils  | masia        |                                                         | 42° 02′ 08″ N, 2° 53′ 57″ E / 42.0355208853789°N,2.89914409178054°E             |                                            |                       | Modifica les dades a Wikidata |
|        | Can Bellor       | Bordils  | masia        |                                                         | 42° 02′ 17″ N, 2° 54′ 40″ E / 42.0379355617868°N,2.91113760240607°E             |                                            |                       | Modifica les dades a Wikidata |
|        | Can Bosch        | Bordils  | masia        | Estil: arquitectura popular                             | 42° 02′ 27″ N, 2° 54′ 49″ E / 42.040863°N,2.913707°E 43 msnm                    | bé integrant del patrimoni cultural català | Can Bosch (Bordils)   | Modifica les dades a Wikidata |
|        | Can Cames        | Bordils  | masia        |                                                         | 42° 02′ 48″ N, 2° 54′ 10″ E / 42.0467731822628°N,2.90267886758852°E             |                                            |                       | Modifica les dades a Wikidata |
|        | Can Canova       | Bordils  | masia        |                                                         | 42° 02′ 22″ N, 2° 54′ 46″ E / 42.0393689535481°N,2.91288752057616°E             |                                            |                       | Modifica les dades a Wikidata |
|        | Can Cinto        | Bordils  | masia        |                                                         | 42° 02′ 16″ N, 2° 54′ 49″ E / 42.0377213487713°N,2.91368717363184°E             |                                            |                       | Modifica les dades a Wikidata |
|        | Can Ciril        | Bordils  | masia        |                                                         | 42° 02′ 20″ N, 2° 53′ 58″ E / 42.0388355456827°N,2.89940465627301°E             |                                            |                       | Modifica les dades a Wikidata |
|        | Can Clavaguera   | Bordils  | masia        | Estil: arquitectura popular                             | 42° 02′ 32″ N, 2° 54′ 43″ E / 42.042331°N,2.911949°E 42 msnm                    | bé integrant del patrimoni cultural català | Can Clavaguera        | Modifica les dades a Wikidata |
|        | Can Claveguera   | Bordils  | masia        |                                                         | 42° 02′ 33″ N, 2° 54′ 42″ E / 42.0425743120195°N,2.91159028481222°E             |                                            |                       | Modifica les dades a Wikidata |
|        | Can Coll         | Bordils  | masia        | Estil: arquitectura popular                             | 42° 02′ 54″ N, 2° 54′ 33″ E / 42.048355°N,2.909238°E 38 msnm                    | bé integrant del patrimoni cultural català | Can Coll (Bordils)    | Modifica les dades a Wikidata |
|        | Can Colom        | Bordils  | masia        | Estil: arquitectura popular                             | 42° 02′ 38″ N, 2° 54′ 54″ E / 42.043881°N,2.915042°E 40 msnm                    | bé integrant del patrimoni cultural català | Can Colom (Bordils)   | Modifica les dades a Wikidata |
|        | Can Comes        | Bordils  | masia        |                                                         | 42° 02′ 14″ N, 2° 54′ 02″ E / 42.0371072274269°N,2.90049473900729°E 49 msnm     |                                            |                       | Modifica les dades a Wikidata |
|        | Can Conill Gros  | Bordils  | masia        | Estil: arquitectura popular 16th century                | 42° 02′ 41″ N, 2° 53′ 43″ E / 42.044628°N,2.895239°E ca:Camí de Medinyà 41 msnm | bé integrant del patrimoni cultural català | Can Conill Gros       | Modifica les dades a Wikidata |
|        | Can Conill Petit | Bordils  | masia        |                                                         | 42° 02′ 39″ N, 2° 53′ 48″ E / 42.0442550205641°N,2.89659282882726°E             |                                            |                       | Modifica les dades a Wikidata |
|        | Can Gallard      | Bordils  | masia        |                                                         | 42° 02′ 48″ N, 2° 54′ 33″ E / 42.0467875934724°N,2.90927647974739°E             |                                            |                       | Modifica les dades a Wikidata |
|        | Can Gassuet      | Bordils  | masia        |                                                         | 42° 02′ 39″ N, 2° 54′ 59″ E / 42.0440549433593°N,2.91632479226776°E             |                                            |                       | Modifica les dades a Wikidata |
|        | Can Gombis       | Bordils  | masia        |                                                         | 42° 02′ 45″ N, 2° 54′ 47″ E / 42.0457186822148°N,2.9129875971652°E              |                                            |                       | Modifica les dades a Wikidata |
|        | Can Gregori      | Bordils  | masia        |                                                         | 42° 02′ 25″ N, 2° 54′ 50″ E / 42.0402704150535°N,2.91394953565478°E             |                                            |                       | Modifica les dades a Wikidata |
|        | Can Jouer        | Bordils  | masia        |                                                         | 42° 02′ 33″ N, 2° 54′ 32″ E / 42.042525°N,2.908881°E                            | bé integrant del patrimoni cultural català |                       | Modifica les dades a Wikidata |
|        | Can Malhivern    | Bordils  | masia        |                                                         | 42° 02′ 57″ N, 2° 55′ 18″ E / 42.0491834104512°N,2.92158670085888°E             |                                            |                       | Modifica les dades a Wikidata |
|        | Can Mallorquí    | Bordils  | masia        | Estil: arquitectura popular                             | 42° 03′ 00″ N, 2° 55′ 20″ E / 42.050044°N,2.922094°E 37 msnm                    | bé integrant del patrimoni cultural català | Can Mallorquí         | Modifica les dades a Wikidata |
|        | Can Marcó        | Bordils  | masia        |                                                         | 42° 03′ 03″ N, 2° 55′ 18″ E / 42.0509217299959°N,2.92165706911295°E             |                                            |                       | Modifica les dades a Wikidata |
|        | Can Masó         | Bordils  | masia        |                                                         | 42° 02′ 39″ N, 2° 54′ 28″ E / 42.044164°N,2.907671°E                            | bé integrant del patrimoni cultural català |                       | Modifica les dades a Wikidata |
|        | Can Miquelet     | Bordils  | masia        |                                                         | 42° 02′ 35″ N, 2° 54′ 39″ E / 42.0431590669259°N,2.91071950596242°E             |                                            |                       | Modifica les dades a Wikidata |
|        | Can Murrongo     | Bordils  | masia        |                                                         | 42° 02′ 32″ N, 2° 54′ 33″ E / 42.0422752937344°N,2.90928289901093°E             |                                            |                       | Modifica les dades a Wikidata |
|        | Can Natzaret     | Bordils  | masia        |                                                         | 42° 02′ 32″ N, 2° 54′ 45″ E / 42.0421337387731°N,2.91256959405859°E             |                                            |                       | Modifica les dades a Wikidata |
|        | Can Palaí        | Bordils  | masia        |                                                         | 42° 02′ 14″ N, 2° 54′ 00″ E / 42.0373049209732°N,2.89997491397279°E             |                                            |                       | Modifica les dades a Wikidata |
|        | Can Pi Bernat    | Bordils  | masia        |                                                         | 42° 02′ 55″ N, 2° 54′ 49″ E / 42.048637298884°N,2.91362406262028°E              |                                            |                       | Modifica les dades a Wikidata |
|        | Can Plantes      | Bordils  | masia        |                                                         | 42° 02′ 38″ N, 2° 54′ 55″ E / 42.0438559826172°N,2.91521341512996°E             |                                            |                       | Modifica les dades a Wikidata |
|        | Can Plata        | Bordils  | masia        |                                                         | 42° 02′ 15″ N, 2° 54′ 53″ E / 42.0374249256054°N,2.91475077362542°E             |                                            |                       | Modifica les dades a Wikidata |
|        | Can Pou          | Bordils  | masia        |                                                         | 42° 02′ 49″ N, 2° 54′ 51″ E / 42.0470255105164°N,2.91414584184507°E             |                                            |                       | Modifica les dades a Wikidata |
|        | Can Prim         | Bordils  | masia        | Estil: arquitectura popular                             | 42° 02′ 41″ N, 2° 54′ 35″ E / 42.044638°N,2.909585°E                            | bé integrant del patrimoni cultural català |                       | Modifica les dades a Wikidata |
|        | Can Rialla       | Bordils  | masia        |                                                         | 42° 02′ 23″ N, 2° 54′ 46″ E / 42.0396389677486°N,2.91264550729389°E             |                                            |                       | Modifica les dades a Wikidata |
|        | Can Ribes        | Bordils  | masia        |                                                         | 42° 02′ 11″ N, 2° 54′ 24″ E / 42.0364278039674°N,2.90653660699818°E             |                                            |                       | Modifica les dades a Wikidata |
|        | Can Riera        | Bordils  | masia        |                                                         | 42° 02′ 30″ N, 2° 55′ 25″ E / 42.04162°N,2.923584°E                             | bé integrant del patrimoni cultural català |                       | Modifica les dades a Wikidata |
|        | Can Ros del Pla  | Bordils  | masia        | Estil: arquitectura popular                             | 42° 02′ 53″ N, 2° 55′ 11″ E / 42.048124°N,2.919703°E 39 msnm                    | bé integrant del patrimoni cultural català | Can Ros del Pla       | Modifica les dades a Wikidata |
|        | Can Saliner      | Bordils  | masia        |                                                         | 42° 02′ 15″ N, 2° 54′ 45″ E / 42.0375763375218°N,2.91249126827641°E             |                                            |                       | Modifica les dades a Wikidata |
|        | Can Sureda       | Bordils  | masia        | Estil: arquitectura popular                             | 42° 02′ 30″ N, 2° 54′ 22″ E / 42.041652°N,2.906022°E 41 msnm                    | bé integrant del patrimoni cultural català | Can Sureda (Bordils)  | Modifica les dades a Wikidata |
|        | Can Tonet        | Bordils  | masia        |                                                         | 42° 02′ 25″ N, 2° 54′ 38″ E / 42.0402137139898°N,2.91046990004874°E             |                                            |                       | Modifica les dades a Wikidata |
|        | Can Tonet        | Bordils  | masia        |                                                         | 42° 02′ 24″ N, 2° 54′ 38″ E / 42.040068°N,2.910549°E 44 msnm                    |                                            |                       | Modifica les dades a Wikidata |
|        | Can Tricall      | Bordils  | masia        |                                                         | 42° 02′ 37″ N, 2° 54′ 52″ E / 42.0435672069272°N,2.91445257200945°E             |                                            |                       | Modifica les dades a Wikidata |
|        | Can Vila         | Bordils  | masia        | Estil: noucentisme                                      | 42° 02′ 26″ N, 2° 54′ 51″ E / 42.040647°N,2.9142°E 43 msnm                      | bé integrant del patrimoni cultural català | Can Vila (Bordils)    | Modifica les dades a Wikidata |
|        | Mas Boc          | Bordils  | masia        |                                                         | 42° 02′ 44″ N, 2° 54′ 52″ E / 42.0455035421413°N,2.91434122435802°E             |                                            |                       | Modifica les dades a Wikidata |
|        | Mas Bosc         | Bordils  | masia        | Estil: arquitectura popular                             | 42° 02′ 58″ N, 2° 54′ 43″ E / 42.049497°N,2.912004°E 38 msnm                    | bé integrant del patrimoni cultural català |                       | Modifica les dades a Wikidata |
|        | Mas Moner        | Bordils  | masia        | Estil: arquitectura popular                             |                                                                                 | bé integrant del patrimoni cultural català |                       | Modifica les dades a Wikidata |
|        | Mas Sant Dionís  | Bordils  | masia        | Estil: arquitectura popular                             | 42° 02′ 46″ N, 2° 55′ 24″ E / 42.046177°N,2.923216°E                            | bé integrant del patrimoni cultural català |                       | Modifica les dades a Wikidata |
|        | Mas Sastre       | Bordils  | masia        | Estil: arquitectura popular                             | 42° 02′ 32″ N, 2° 54′ 33″ E / 42.042236111111°N,2.9092388888889°E 42 msnm       | bé integrant del patrimoni cultural català | Mas Sastre (Bordils)  | Modifica les dades a Wikidata |
|        | la Canova        | Bordils  | masia        | Estil: arquitectura popular                             | 42° 02′ 52″ N, 2° 53′ 37″ E / 42.047654°N,2.893486°E ca:camí de Medinyà 41 msnm | bé integrant del patrimoni cultural català | La Canova (Bordils)   | Modifica les dades a Wikidata |

## mausoleu
| imatge | Nom                                    | Ubicat a | instància de | Detalls | coordenades                                          | Protecció                                  | Commons (més fotos)                    | Dades a WD                    |
| ------ | -------------------------------------- | -------- | ------------ | ------- | ---------------------------------------------------- | ------------------------------------------ | -------------------------------------- | ----------------------------- |
|        | Panteó de Joaquím Brú i família Crusis | Bordils  | mausoleu     |         | 42° 02′ 15″ N, 2° 54′ 34″ E / 42.03755°N,2.909329°E  | bé integrant del patrimoni cultural català | Panteó de Joaquím Brú i família Crusis | Modifica les dades a Wikidata |
|        | Tomba de Salvador Tallada i Família    | Bordils  | mausoleu     |         | 42° 02′ 15″ N, 2° 54′ 34″ E / 42.037475°N,2.909323°E | bé integrant del patrimoni cultural català | Tomba de Salvador Tallada i Família    | Modifica les dades a Wikidata |

## Misc
| imatge | Nom                                    | Ubicat a                                  | instància de                                                                   | Detalls                                                                 | coordenades                                                                                             | Protecció                                            | Commons (més fotos)                          | Dades a WD                    |
| ------ | -------------------------------------- | ----------------------------------------- | ------------------------------------------------------------------------------ | ----------------------------------------------------------------------- | --- | ---------------------------------------------------- | -------------------------------------------- | ----------------------------- |
|        | Bordils                                | Bordils                                   | entitat singular de població ens local històric de Catalunya capital municipal | 1801 hab                                                                | 42° 02′ 36″ N, 2° 54′ 39″ E / 42.04336°N,2.91088°E 41 msnm                                              |                                                      |                                              | Modifica les dades a Wikidata |
|        | Escola Municipal de Bordils            | Bordils                                   | edifici escolar                                                                | Estil: noucentisme academicisme                                         | 42° 02′ 24″ N, 2° 54′ 53″ E / 42.039922222222°N,2.9147805555556°E 45 msnm                               | bé integrant del patrimoni cultural català           | Escola Municipal de Bordils                  | Modifica les dades a Wikidata |
|        | Estació de Bordils-Juià                | Bordils                                   | estació de ferrocarril                                                         |                                                                         | 42° 02′ 13″ N, 2° 54′ 55″ E / 42.037055555555554°N,2.91525°E 52.2 msnm                                  |                                                      |                                              | Modifica les dades a Wikidata |
|        | Monument als donants de sang a Bordils | Bordils                                   | monument                                                                       | Creador: Leonardo Alejo Sánchez 2003-04-12 Anomenat per: donant de sang | 42° 02′ 26″ N, 2° 54′ 49″ E / 42.04051666666667°N,2.913733333333333°E                                   |                                                      |                                              | Modifica les dades a Wikidata |
|        | Nucli antic de Bordils                 | Bordils                                   | centre històric                                                                |                                                                         | 42° 02′ 38″ N, 2° 54′ 40″ E / 42.044°N,2.9110805555556°E 41 msnm                                        | bé integrant del patrimoni cultural català           | Nucli antic de Bordils                       | Modifica les dades a Wikidata |
|        | Rectoria de Bordils                    | Bordils                                   | rectoria                                                                       | Estil: arquitectura popular                                             | 42° 02′ 38″ N, 2° 54′ 39″ E / 42.043986111111°N,2.9107611111111°E 41 msnm                               | bé integrant del patrimoni cultural català           | Rectoria de Bordils                          | Modifica les dades a Wikidata |
|        | Rissec                                 | Bordils                                   | nucli de població                                                              |                                                                         | 42° 03′ 02″ N, 2° 55′ 18″ E / 42.050610247507°N,2.9215340297997°E                                       |                                                      |                                              | Modifica les dades a Wikidata |
|        | Sant Esteve de Bordils                 | Bordils                                   | església                                                                       | Estil: gòtic flamíger                                                   | 42° 02′ 39″ N, 2° 54′ 41″ E / 42.04405555555556°N,2.911361111111111°E                                   | bé d'interès cultural bé cultural d'interès nacional | Església parroquial de Sant Esteve (Bordils) | Modifica les dades a Wikidata |
|        | Ter                                    | Ripollès Osona Selva Gironès Baix Empordà | curs d'aigua riu principal                                                     | Desemboca: mar Mediterrània Llarg: 208km Conca: 3010km²                 | 42° 25′ 40″ N, 2° 15′ 24″ E / 42.427778°N,2.256667°E 42° 01′ 24″ N, 3° 11′ 31″ E / 42.02347°N,3.19187°E |                                                      | Ter River                                    | Modifica les dades a Wikidata |
|        | casa consistorial de Bordils           | Bordils                                   | casa consistorial                                                              |                                                                         | 42° 02′ 26″ N, 2° 54′ 49″ E / 42.0404812°N,2.9136594°E                                                  |                                                      |                                              | Modifica les dades a Wikidata |
|        | cementiri de Bordils                   | Bordils                                   | cementiri                                                                      |                                                                         | 42° 02′ 15″ N, 2° 54′ 34″ E / 42.037552777778°N,2.9093861111111°E 46 msnm                               | bé integrant del patrimoni cultural català           | Cementiri de Bordils                         | Modifica les dades a Wikidata |
|        | creu del Pedró                         | Bordils                                   | creu monumental                                                                |                                                                         | 42° 02′ 20″ N, 2° 54′ 43″ E / 42.0389809878967°N,2.91199397503666°E                                     |                                                      |                                              | Modifica les dades a Wikidata |
|        | la Palanca                             | Bordils                                   | pont                                                                           |                                                                         | 42° 02′ 58″ N, 2° 55′ 28″ E / 42.0495365641488°N,2.92441394607109°E                                     |                                                      |                                              | Modifica les dades a Wikidata |